# Eva Johnson
Eva Knowles Johnson (Daly River, 1945) è una drammaturga australiana aborigena, nonché poetessa, attrice, «femminista lesbica e attivista per i diritti degli aborigeni».

## Biografia
Eva Knowles Johnson appartiene al popolo Malak Malak ed è nata nel 1946 a Daly River nel Northern Territory. All'età di due anni, Johnson è stata portata via da sua madre e collocata in una missione metodista a Croker Island e all'età di 10 anni è stata trasferita in un orfanotrofio ad Adelaide.

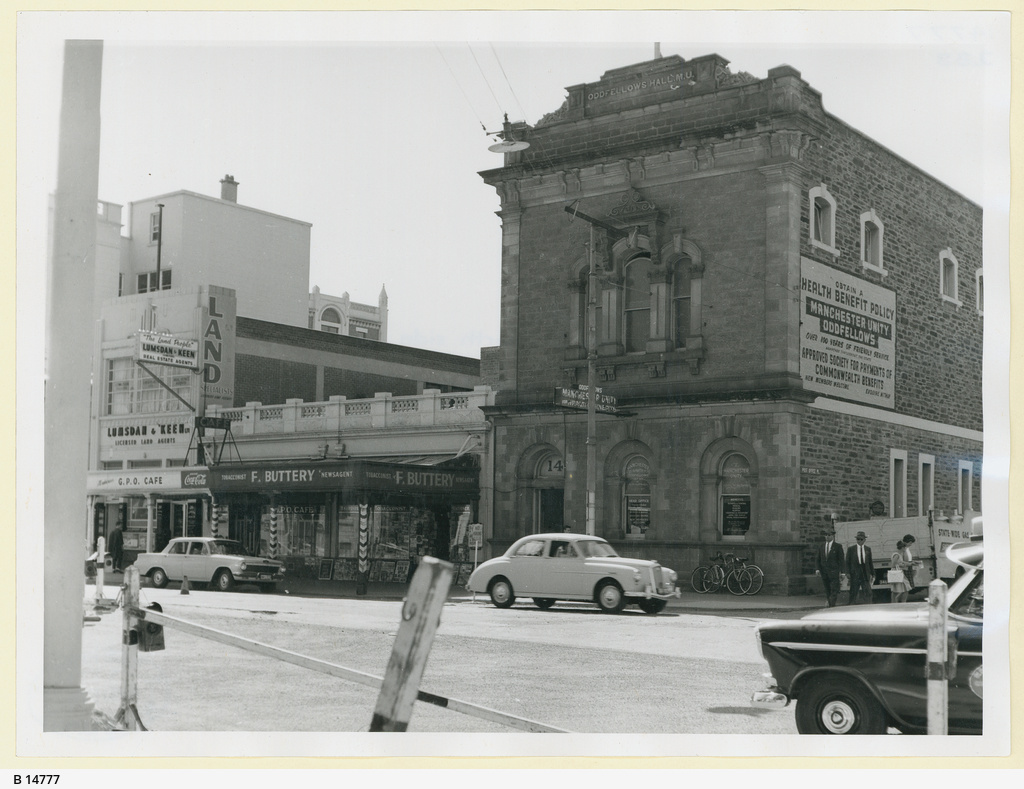
Uno scorcio di Adelaide, città legata a Johnson, nel 1963

### Carriera
Johnson ha lavorato come infermiera professionale e ha studiato Sviluppo della comunità presso il South Australian Institute of Technology e ha conseguito una laurea in Studi sugli aborigeni presso l'Università di Adelaide.
Johnson ha lavorato come poetessa, attrice, regista, drammaturga e insegnante. Ha iniziato a scrivere nel 1979. La sua prima poesia divenne il titolo della prima commedia mai prodotta dal Black Theatre ad Adelaide, When I Die You'll All Stop Laughing.
Johnson ha contribuito alla rappresentazione delle donne aborigene a teatro. La scrittura di Johnson affronta i temi dell'identità culturale, dei diritti delle donne aborigene australiane, della generazione rubata, dei diritti sulla terra, della schiavitù, del sessismo e dell'omofobia. Johnson ha interpretato il ruolo di Alice Wilson (accreditata come Eva Birrit) nel quarto segmento della premiata serie del 1981 Women of the Sun.
Nel 1979 Johnson ha diretto il primo Festival d'arte delle donne aborigene ad Adelaide e ha scritto un'opera teatrale per il festival intitolata Tjindarella, la sua prima opera a essere messa in scena. Lo spettacolo ha preso in esame l'oppressione degli aborigeni australiani e ha evidenziato gli effetti della politica del governo sull'allontanamento forzato dei bambini dai loro genitori e dalla loro cultura, facendo parte ella stessa della "generazione rubata". Tjindarella è stata messa in scena anche all'Adelaide Fringe Festival nel 1984. Nel'84 portò in scena, sempre ad Adelaide, la sua seconda opera, Onward to Glory, suscitando un certo interesse. Johnson è stata scrittrice e direttrice della prima National Black Playwrights Conference a Canberra, nel 1987, da cui è stato sviluppato l'Aboriginal National Theatre Trust.
Nel 1988 ha riscosso il primo maggior successo con Murras (“mani” in lingua aborigena), dramma in quattro parti messo in scena per la prima volta ad Adelaide, poi a Sydney nell'ambito della Stagione del Teatro Indigeno.
Nel 1989 il Magpie Theatre di Adelaide ha prodotto la commedia di Johnson Mimini's Voices, in seguito rimessa in scena nel 1990 durante il Festival delle Arti di Hiroshima, in Giappone, dove ha vinto il premio per la pace assegnato dal Lord Mayor di Hiroshima. Nello stesso anno ha prodotto What do they call me?, interpretato da lei stessa al Festival Nazionale Lesbico di Melbourne, in seguito portato a Sydney e in Europa negli anni Novanta; la piéce denuncia «l’impatto disastroso che la politica del governo australiano ha avuto nei confronti delle madri e dei bambini aborigeni» attraverso la storia di una madre e delle sue due figlie "rubate".
Johnson ha continuato a scrivere opere teatrali negli anni '90, con titoli quali Heart Beat of the Earth e Two Bob in the Quid. Vive ad Adelaide e continua il suo lavoro come relatrice ospite presso varie istituzioni educative.

## Stile
La scrittura di Johnson è inscindibile dall'attivismo per i diritti del suo popolo ed è vista come «lo strumento più efficace contro l’ingiustizia». Il suo linguaggio mette su carta e consegna alla storia la parlata tipica degli aborigeni, con il suo inglese semplice e contaminato, che a volte richiede un glossario allegato dei lemmi più diffusi per permetterne la piena comprensione.
Nelle sue poche poesie in circolazione, invece, i cui temi sono la terra e i suoi spiriti, lo stile è tradizionale nell'uso di terzine, quartine e rime baciate.

## Premi e riconoscimenti
Nel 1985 Johnson ha ricevuto il premio Artista aborigeno dell'anno.
Nel 1993 ha ricevuto un Red Ochre Award dall'Australia Council for the Arts come premio alla carriera di eccezionale artista indigena australiana.

## Opere
- A letter to my mother[13]
- When I Die You'll All Stop Laughing[5]
- Faded Genes
- Mimini's Voices[14]
- Murras[15]
- Onward To Glory
- Tjindarella[16]
- What do they call me[17]
- Heartbeat of the Earth